# Pigeons et Dragons
Pigeons et Dragons est une série télévisée d'animation française diffusée sur Arte en 2017. L'animation est faite en stop motion. Les trois personnages principaux sont Godefroy, Maurice et Francis.